# Септемврийски рубин
Септемврийски рубин е червен винен сорт грозде, селектиран в България, чрез кръстосване на сортовете Памид и Каберне Совиньон. Утвърден е като нов сорт през 1986 г.
Къснозреещ сорт. Гроздето узрява в края на септември. лозите се отличават със силен растеж. Родовитостта е много добра. Устойчивостта към заболявания е на нивото на родителските сортове.
Гроздът е средно голям (260 г.), коничен и плътен. Зърната са средно големи (2,3 г.). Кожицата е средно дебела, крехка, тъмносиня. Консистенцията е сочна, с хармоничен вкус, сокът е безцветен. На вкус прилича на сорта Памид.
При технологична зрелост захарното съдържание е 21 %, а киселините – 9,4 г./л. От сорта се получават червени трапезни вина.